# Mobilize Limo
Pour les articles homonymes, voir Limo.
La Mobilize Limo était une berline de la marque électrique Mobilize. Prévue pour les segments VTC et taxis, elle était produite en Chine par le constructeur JMEV, dont le groupe Renault et Jiangling Motors sont copropriétaires. En Chine, le modèle est appelé JMEV Yi.
En novembre 2023, la commercialisation de la Mobilize Limo est abandonnée.

## Histoire
En août 2021, le lancement de la Mobilize Limo est annoncé par Renault, il s'agit d'une berline électrique pour taxis et VTC. Elle est dévoilée en première mondiale au salon automobile de Munich 2021.

JMEV Yi
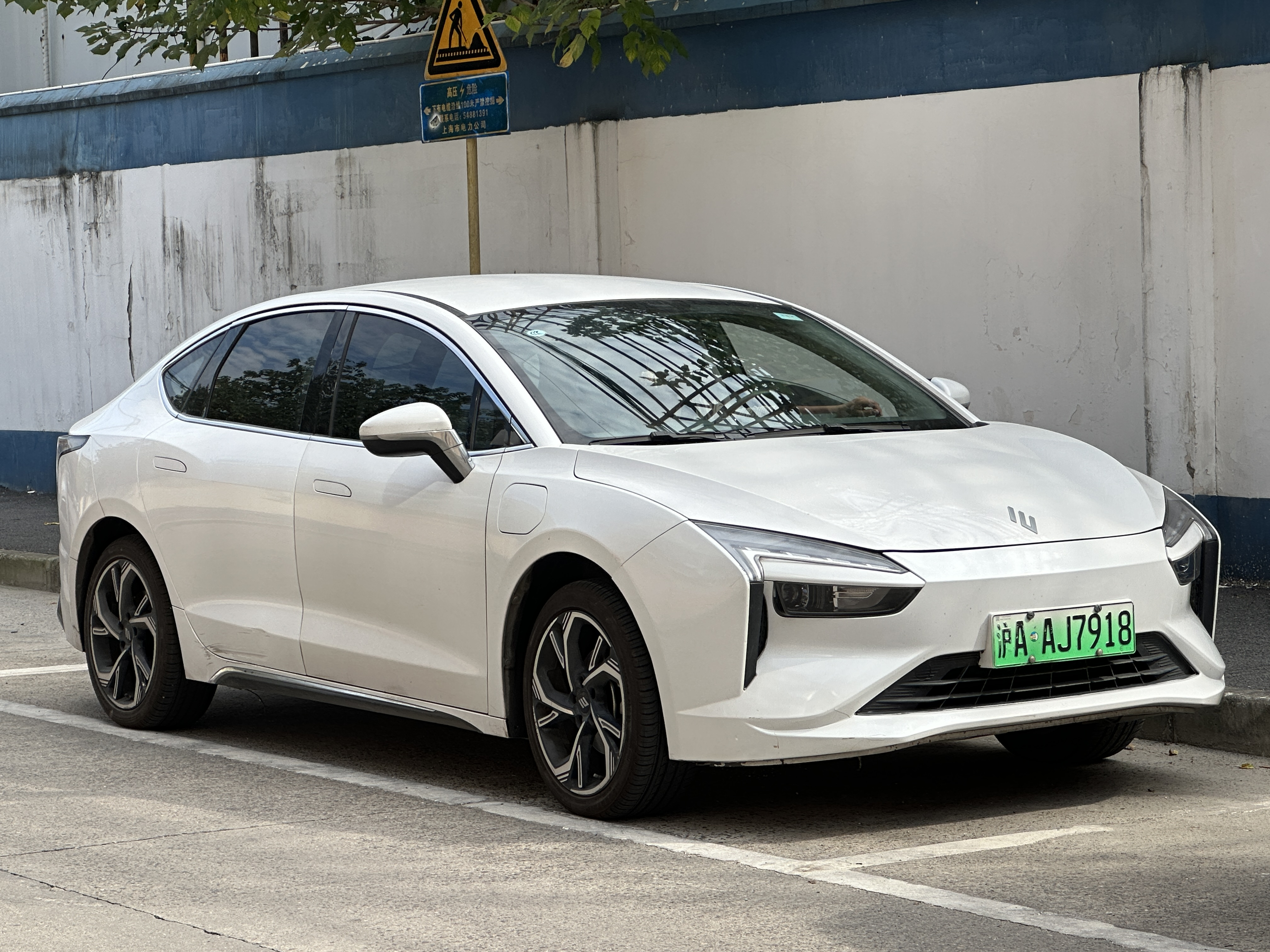
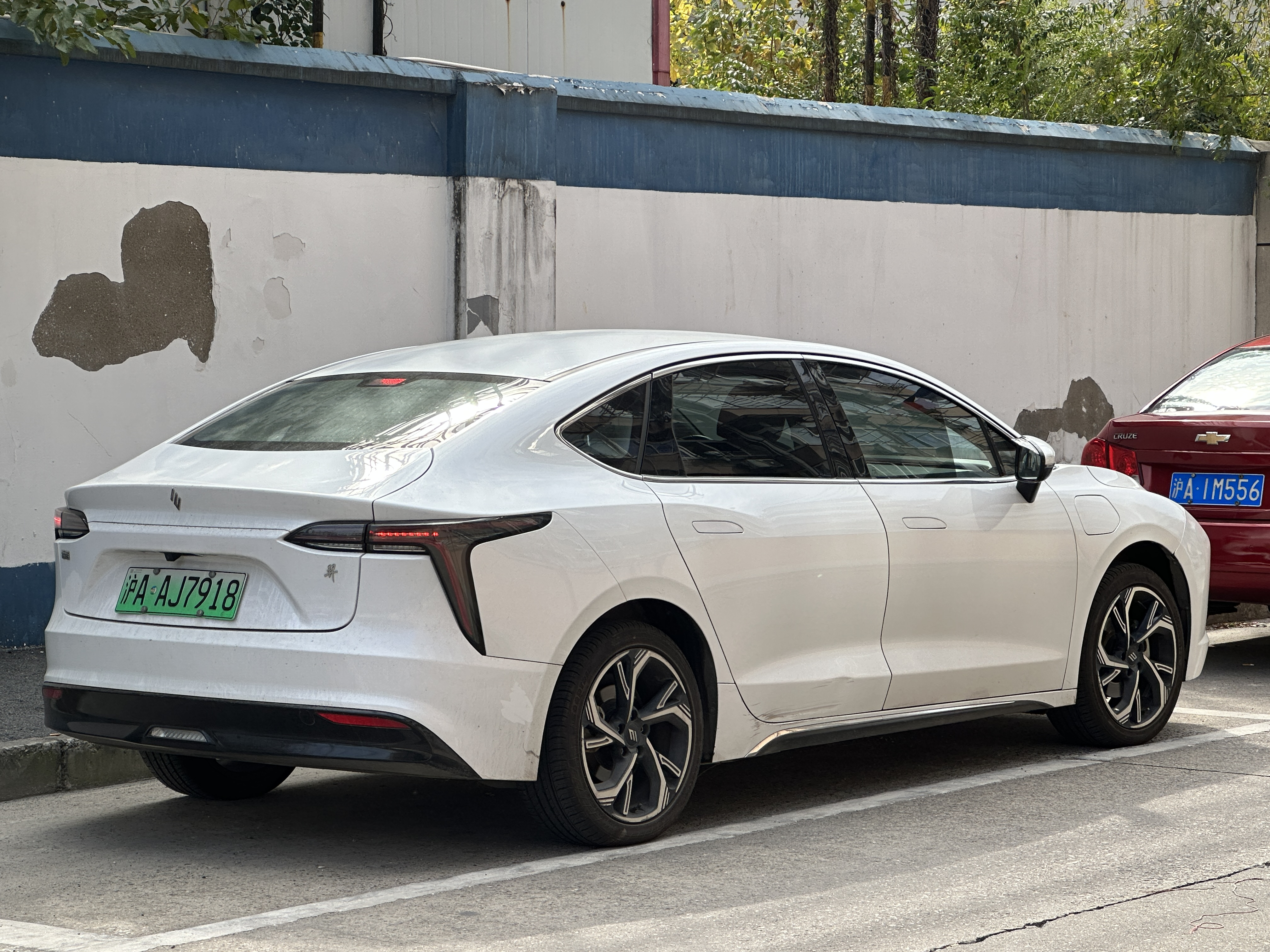

Elle devait être présentée au Salon de l'automobile de Munich en septembre 2021 et sera commercialisée en 2022.
En juin 2022, Mobilize déploie le véhicule à Madrid pour un test grandeur nature.
En novembre de la même année, Mobilize annonce le lancement de son offre Mobilize Driver Solution à Paris comprenant la location de la berline Limo ainsi qu'un ensemble de services.
La commercialisation de Mobilize Limo s'arrête en 2023, Mobilize jugeant que la formule de commercialisation n'avait pas de potentiel commercial pour réaliser les volumes suffisant,.

## Caractéristiques
Le véhicule mesure 4,67 m de long et est équipé d'un moteur électrique de 150 chevaux.
L'autonomie prévue est de 350 à 400 km.

## Commercialisation
Le véhicule était proposé via des forfaits professionnels « incluant » des services (et non à disposition chez le concessionnaire de manière classique). Le modèle commercial était exclusivement celui de la location,. Sur le marché français, seuls 33 exemplaires ont été immatriculés. 43 véhicules ont été vendus en Espagne.